# Надгробни паметници на Тодор Каблешков и Найден Попстоянов
Надгробните паметници на Тодор Каблешков и Найден Попстоянов се намират в в двора на храм Успение на Пресвета Богородица в град Копривщица.
През 1883 година тленните останки на Тодор Каблешков са пренесени и по-късно положени в Копривщица в Мавзолея костница в чест на Априлци. Поради недобрите условия там, костите на Тодор и Найден Попстоянов са изложени за поклонение в родния му дом до 1996 година, когато са препогребани в двора на храм „Успенѝе Пресветѝя Богоро̀дицы“.
Родната къща на революционера Тодор Каблешков в Копривщица е музей. Там могат да се видят много негови вещи, включително негови снимки, документи, учебници, оръжия, шапката, която е носел, докато е бил началник на гарата в Белово и други.
Гробът  на Каблешков се намира на лично място на изток от сградата на храма. Тленните останки на Найден Попстоянов, участник в първото народно събрание в Оборище и хилядник на копривщенските въстаници от 1876 година са положени сред други бележити граждани на Копривщица в гробищния парк северно от храма.
През 1997 г. се създава сдружение „Тодор Каблешков“ със седалище в София, с идеалната цел да организира възпоменания, чествания, родови срещи. Негов председател е Райна Каблешкова до смъртта и.